# Bisetocreagris pygmaea
Bisetocreagris pygmaea är en spindeldjursart som först beskrevs av Edvard Ellingsen 1907.  Bisetocreagris pygmaea ingår i släktet Bisetocreagris och familjen helplåtklokrypare. Inga underarter finns listade.